# Nizozemsko-portugalska vojna

Nizozemsko-portugalska vojna (nizozemsko Nederlands-Portugese Oorlog; portugalsko Guerra Luso-Holandesa) je bil globalni oborožen spopad za obvladovanje trgovine in trgovskih postojank. Vključeval je tudi ali predvsem nizozemski  trgovski družbi VOC - nizozemska vzhodnoindijska družba in  nizozemska zahodnoindijska družba in tudi njihovih zaveznikov proti Iberski uniji in po letu 1640 proti Portugalskemu imperiju. Začetek leta 1598 je spopad vključeval predvsem nizozemske družbe in floto, ki so napadale portugalske kolonije v Ameriki, Afriki in Vzhodni Indiji. Vojno lahko razumemo kot podaljšek osemdesetletne vojne, ki se je takrat v Evropi odvijala med Španijo in Nizozemsko, saj je bila Portugalska po vojni za portugalsko nasledstvo v dinastični uniji s Španijo, večino konflikta. Vendar pa konflikt ni imel veliko skupnega z vojno v Evropi in je služil predvsem kot način, da so Nizozemci pridobili čezmorski imperij in nadzirali trgovino na račun Portugalcev.
Tudi angleške sile so pomagale Nizozemcem na določenih točkah v vojni (čeprav so v kasnejših desetletjih Angleži in Nizozemci postali hudi tekmeci). Zaradi trgovskega blaga, ki je bilo v središču konflikta bi to vojno lahko poimenovali Vojno za začimbe.
Portugalska je uspela vojaško zavrniti nizozemske poskuse prevzema in tako zavarovala svoje območje Brazilije, Mozambika in Angole, vendar pa so Nizozemci prekinili portugalske trgovske mreže v Aziji, kjer so zavzeli Malako, Cejlon, Malabarsko obalo in Moluke. V Afriki so Nizozemci osvojili portugalsko Zlato obalo.
V Iberski uniji je bila Portugalska zamera do Španije, za katero je menila, da daje prednost svojim kolonijam in zanemarja obrambo Portugalcev, šibkejše članice unije. To je bil glavni faktor, ki je prispeval k temu, da se je v portugalski obnovitveni vojni Portugalska otresla španske vladavine. Poleg tega so Portugalci trdili, da je Iberska unija razlog za napade Nizozemcev na njihove kolonije, kar verjetno drži.

## Uvod
Gavni udeleženki vojne, ki je trajala od leta 1598 do 1663,  sta bili Kraljevina Portugalska in Nizozemska republika.
Po Iberski uniji leta 1580 je bila Portugalska večji del obdobja pod habsburško vladavino, španski Habsburžan Filip II . pa se je bojeval proti nizozemskemu uporu. Pred združitvijo portugalske in španske krone so portugalski trgovci uporabljali Nizozemske dežele kot izhodišče za prodajo svojih začimb v severni Evropi. Potem ko so Španci prevzeli nadzor nad portugalskim cesarstvom, so razglasili embargo na vso trgovino z uporniškimi provincami (torej Utrechtsko zvezo). S ciljem podreditve upornih provinc je Filip II. Nizozemsko odrezal od trgov z začimbami v Lizboni. Zato so Nizozemci iskali direktne poti in poslati svoje ekspedicije do virov začimb in prevzeti nadzor nad trgovino z začimbami v Indiji. To je sledilo zavzetju Recifeja, v katerem so Nizozemci pomagali Angležem pri zavzetju portugalske kolonije.
Tako kot Francozi in Angleži so si Nizozemci prizadevali ustvariti globalno trgovinsko mrežo na račun iberskih kraljestev. Nizozemski trgovci so napadli številna ozemlja v Aziji, ki so jih imeli Portugalci in Španci, vključno s Formozo, Cejlonom, Filipini in trgovskimi interesi na Japonskem, v Afriki (Mina) in v Južni Ameriki.

## Ozadje
Leta 1592, med vojno s Španijo, je angleška flota ob Azorih zajela veliko portugalsko galijo, Madre de Deus. Ta ladja je imela na krovu  900 ton blaga iz Indije in Kitajske, skupaj vrednega približno pol milijona funtov.  (To je bilo kar za polovico vrednosti celotne angleške zakladnice v tistem času). To je nakazalo bogastvo vzhoda in spodbudilo zanimanje za  azijsko regijo. Istega leta so nizozemski trgovci poslali Kornelisa de Houtmana v Lizbono, da zbere čim več informacij o otokih začimb. Leta 1595 je trgovec in raziskovalec Jan Huyghen van Linschoten, ki je veliko potoval po Indijskem oceanu v službi Portugalcev, v Amsterdamu objavil poročilo o potovanju, "Reys-gheschrift vande navigatien der Portugaloysers in Orienten" ("Poročilo o potovanju" skozi plovbe Portugalcev na vzhodu"). Objavljeno poročilo je vključevalo obsežna navodila za krmarjenje ladij med Portugalsko in Vzhodno Indijo ter na Japonsko. Nove informacije  so vzpodbudile nizozemsko in britansko zanimanje za trgovino z vzhodom, kar je privedlo do ustanovitve Britanske vzhodnoindijske družbe leta 1600 in dve leti kasneje tudi Nizozemske vzhodnoindijske družbe (Verenigde Oostindische Compagnie ali VOC). To je omogočilo tema delniškima družbama vstop v Vzhodne Indije.
Ustanovtev VOC leta 1602 je imela za cilj deliti stroške raziskovanja Vzhodnih Indij in končno ponovno vzpostaviti trgovino z začimbami, ki je v novi nizozemski republiki in drugih evropskih državah ustvarjala visoke dobičke, če  začimbe kupujejo pri virih in njihovo dobavo lahko nadzorujejo z monopolom.
Potreba po ustanovitvi VOC se je pojavila, ker se je zaradi vojne s Španijo in združitve Portugalske  s Španijo, trgovina zdaj pomaknila prek meja južnih nizozemskih dežel (približno današnje Belgije), ki so po Araški zvezi (ali Uniji) iz Atrechta) bili zavezani španskemu monarhu. Poleg tega so bili katoliški, v nasprotju z nizozemskim protestantskim severom. To je pomenilo, da so Nizozemci izgubili svojega najdonosnejšega trgovinskega partnerja in najpomembnejši vir financiranja vojne proti Španiji. Poleg tega so Nizozemci izgubili distribucijski monopol s Francijo, Svetim rimskim cesarstvom in severno Evropo.
Portugalsko cesarstvo v Indijskem oceanu je bila tradicionalna talasokracija, ki je razširila svoj doseg do vseh večjih ovir v oceanu. Vzpostavil se je model po katerem so majhne izdelke iz Evrope trgovali v Aferiki za zlato. Zlato pa je služilo za nakup začim v ožji Indiji, ki so jih nato pripeljali nazaj v Evropo in jih prodajali z ogromnim dobičkom. Dobiček so ponovno vložili v ladje in vojake, ki bi jih poslali na vzhod.
Portugalska Indija s sedežem v Goi je bila mreža ključnih mest, ki so nadzorovala pomorsko trgovino v Indijskem oceanu: Sofala je bila baza za portugalske operacije v vzhodni Afriki in jo je podpiral Kilwa za boljši nadzor nad Mozambiškim prelivom. Od tod so trgovske poti vodile v Goo, ki je bila središče preostalih operacij in kamor so prispeli indijski konvoji iz Evrope. Iz Goe proti severu je trgovino vodila konvojska flota vse do Damana in Diuja, ki sta nadzorovala severno trgovino in Cambayski zaliv. Severna flota je spremljala trgovske ladje na poti. Flota pustolovcev je poskušala prekiniti trgovino preko Meke med muslimani severne Indije in Arabskim polotokom. Flota v Diu je zato povezala trgovino s Hormuzom, ki je nadzoroval poti v Perzijskem zalivu in prekinil trgovino Basra - Suez. Južno od Goe je flota iz  Rta Comorin spremljala trgovce iz Goe do Calicuta in Kočina na Malabarski obali ter do Cejlona in povezave z Bengalskim zalivom. V Bengalskem zalivu je bila najbolj donosna trgovina na Koromandski obali, kjer so naselji, kot sta São Tomé pri Mylapore in Pulicat, služili kot vozlišča. V naselbinah Koromandije in Cejlona so se pogosto zasidrale ladje iz malaške poti, ker so povezovale Indijski ocean z Južnokitajskim morjem; malaška flota je patruljirala v Singapurski ožini in poti so se preusmerile do Celebesa in današnje Indonezije na splošno na jug  ter proti severu do Kitajske in Japonske. Kitajska je dobavljala svilo in porcelan v Macau, od koder so  "Silver Carracki" povezali z Japonsko, kjer je bilo več izdelkov zamenjanih za japonsko srebro.

### Casus belli
Ob zori 25. februarja 1603 so tri ladje VOC zasegle Santa Catarino, portugalsko galejo. Bila je tako bogata nagrada, da je izkupiček od prodaje podvojil kapital VOC. Zakonitost obdržati nagrado je bila po nizozemskem pravu vprašljiva. Tako so Portugalci zahtevali vrnitev svojega tovora. Škandal je privedel do javnega sodnega zaslišanja in širše kampanje za vpliv javnega (in mednarodnega) mnenja. Posledično je Hugo Grotius v svojem delu Svobodnem morju ( Mare Liberum, objavljeno 1609) oblikoval novo načelo. Morje je mednarodno ozemlje, v nasprotju s portugalsko politiko mare clausum, in da ga lahko vsi narodi prosto uporabljajo za pomorsko trgovino. "Svobodna morja" so Nizozemcem zagotovila ustrezno pravno utemeljitev, da so s svojo mogočno pomorsko močjo zlomili portugalski monopol.

## Vdor v Vzhodno Indijo: Batavia izziva Goo
Portugalci so se zanašali na štiri strateške baze v Vzhodni Indiji: Goa, Hormuz, Malaka in Macau. Prva je služila kot sedež portugalskih podkraljev, vodja vseh portugalskih posesti vzhodno od Rta dobrega upanja in je povezoval Indijo z ožjo Portugalsko. Hormuz je bil portugalski protektorat in temelj trgovine v Perzijskem zalivu med Perzijo, Arabijo, Mezopotamijo ter ostalo Azijo in Afriko. Malaka je povezovala Goo s trgovino v Indijskem oceanu prek rta Comorin in Cejlona; in Macau je bil središče trgovskih poti, ki so se raztezale od Južnokitajskega morja do Japonskega morja in do Otokov začimb, vzhodno od Nove Gvineje v Melaneziji. Druge lokacije so bile pomembne, a ne ključne: vključno z Diujem in Bombajem. Ti imesti sta nadzorovala pristope do manjšega Cambayskega zaliva in tudi do večjega Arabskega morja.
Če bi tako Diu kot Hormuz padla, bi to Portugalcem vzelo monopol, da bi  "obdavčevali" zahodnoazijske trge. To bi pomenilo izpad prihodkov od najjužnejšega poteka svilene poti. To je bila donosna trgovina, vendar ne tako bistvena za trgovsko mrežo začimb v Indijskem oceanu na splošno.
Vendar je VOC trpel za isto slabostjo kot Portugalska: pomanjkanje delovne sile. Tako prizadevanje za kolonizacijo v španskem slogu ni bilo nikoli izvedljivo. Nadvlada nad morji pa je VOC omogočila tekmovanje. Portugalci so imeli stoletno prednost v regiji in njihov imperij jim je omogočil dostop do spreobrnjenega in zvestega lokalnega prebivalstva, ki je podpiralo notranjost, česar pomorska sila ni mogla zagotoviti na morju. Nizozemci so svoja prizadevanja usmerili na obrobje portugalskega imperija. Ustanovili so svoj sedež izven indijskih obal,  v jugovzhodno Azijo, v mestu Batavia (današnja Džakarta). Kraj je varno oddaljen od Goe, a dovolj blizu Malake in morskih poti, ki povezujejo Tihi in Indijski ocean. Več pomorskih bitk je odločilno usodno poškodovalo portugalsko indijsko cesarstvo. Nizozemska blokada Goe med letoma 1604 in 1645 je portugalski Indiji do konca vojne odvzela varno povezavo z Lizbono – in Evropo.
Leta 1615 je bitka ob obali Malake uničila portugalsko pomorsko moč v jugovzhodni Aziji. Portugalci so izgubili pomorsko prevlado, ki se je nagnila v korist Nizozemcev na ključni poti med Goo in Macaom. Obleganja Kešma in Hormuza s strani združenih sil Perzije in Anglije so Portugalce v glavnem izgnale iz zahodne Azije. Izgon jezuitov (sakoku) in nato Portugalcev iz Nagasakija leta 1639 je prav tako obsodil gospodarsko sposobnost preživetja Macaua. Po obleganju Malake leta 1641 se je po številnih naskokih mesto predalo Nizozemcem in njihovim regionalnim zaveznikom. To je usodno pretrgalo povezavo med Goo in Orientom.
Portugalske naselbine so bile izolirane in lahek plen, da so jih pobrali eno za drugo, a kljub temu so Nizozemci pri tem uživali le mešan uspeh. Leta 1605 so Portugalci zavzeli Amboino, toda napad na Malako, bitka pri rtu Rachado, naslednje leto za las ni uspel doseči portugalskega cilja zagotoviti bolj strateško locirano bazo v Vzhodni Indiji z ugodnimi monsunskimi vetrovi. V letih 1607 in 1608 Nizozemcem dvakrat ni uspelo podrediti portugalske trdnjave na otoku Mozambik.
Nizozemci so našli, kar so iskali v Bataviji, ki jo je leta 1619 osvojil Jan Pieterszoon Coen. Mesto je postalo glavno mesto Nizozemske Vzhodne Indije .
Mesti Goa in Batavija sta se v nadaljnjih štiriinštiridesetih  letih neusmiljeno borili, saj sta bili prva prestolnica portugalske Indije in druga baza delovanja VOC. S pomočjo sultanata Bijapur so Nizozemci celo poskušali osvojiti samo Goo, vendar je portugalska diplomacija ta načrt preprečila.
Goa je bila  pod občasno blokado od leta 1603. Večina bojev je potekala v zahodni Indiji, kjer je nizozemska kampanja na Malabarju poskušala nadomestiti portugalski monopol nad trgovino z začimbami. Nizozemska in portugalska flota sta se borili za nadzor nad pomorskimi potmi, kot se je zgodilo v akciji 30. septembra 1639. Na celinski Indiji so Nizozemci izkoristili lokalno nezadovoljstvo zaradi portugalskih osvajanj, zato je vojna vključevala vedno več indijskih kraljestev in kneževin.
Po padcu Qeshma in Hormuza v roke Perzijcev in Angležev so Portugalci udarili iz svojih oporišč Muscat in Goa, kar je privedlo do uničujočega pohoda proti obali Perzije in zavezništva z otomansko Basro. Na koncu se je Perzija po pomorski bitki pri Hormuzu leta 1625  zadovoljila s premirjem s Portugalci, da bi lahko ponovno vzpostavili trgovino in Portugalski zagotovili trgovsko postojanko v Kongu. Skupaj s ponovno vzpostavljeno potjo do Basre je to začasno nadomestilo izgubo Hormuza. Vendar so bili pravi uničevalci portugalske in španske doktrine mare clausum Nizozemci v delih Vzhodne Indije.
Leta 1624 je Fernándo de Silva vodil špansko floto, da je oplenila nizozemsko ladjo blizu siamske obale. To je razjezilo siamskega kralja Songthama, ki je bil naklonjen Nizozemcem. Ukazal je napade na Špance.
Vojna med Filipovo posestjo in drugimi državami je povzročila škodo portugalskemu imperiju. Perzija je dobila Hormuz s pomočjo Anglije, vendar je bila nizozemska republika glavni dobitnik.
Leta 1640 so Portugalci izkoristili katalonski upor in se sami uprli v Iberski uniji, v kateri je prevladovala Španija. Takrat so se Angleži odločili ponovno vzpostaviti zavezništvo s Portugalsko.

### VOC pridobiva na veljavi
Ne glede na to, da so se Portugalci razglašali za sovražne do španske krone, je VOC izkoristil priložnost in zavzel niz obalnih trdnjav, ki so sestavljale portugalsko cesarstvo. Malaka je leta 1641 končno podlegla.
Pomembne bitke so potekale tudi v Južnokitajskem morju, sprva z združenimi flotami nizozemskih in angleških plovil, nato pa izključno z nizozemskimi ladjami, ki so napadle Macau. Nizozemski poskusi zavzeti Macau, prisiliti Kitajsko, da zamenja Portugalce ali naseli Pescadores, so propadli. Razlogi za neuspeh so bili dobri odnosi in dolgotrajna diplomacija med Portugalci in Mingom. Nizozemci so bili končno uspešni pri pridobitvi monopola trgovine z Japonsko. Po drugi strani Nizozemci v štirih poskusih niso mogli zavzeti Macau  od koder je Portugalska monopolizirala donosno kitajsko-japonsko trgovino.
Nizozemci so leta 1624 ustanovili kolonijo v Tayouanu, današnjem Anpingu na jugu Tajvana, ki so ga Portugalci imenovali Formosa. Leta 1642 so Nizozemci s silo prevzeli severno Formozo od Špancev.
Nizozemci so od leta 1638 naprej posredovali v singalsko-portugalski vojni na Cejlonu, sprva kot zavezniki Kandijskega kraljesta proti Portugalski. Nizozemci so osvojili Batticaloa leta 1639 in Galle leta 1640, preden je zavezništvo razpadlo. Po obdobju tristranske vojne med Nizozemci, Portugalci in Kandijci je bilo zavezništvo leta 1649 ponovno oblikovano. Nizozemcem je leta 1656 uspelo zavzeti Colombo in leta 1658 pregnati zadnje Portugalce s Cejlona. Občasno vojskovanje s Kandijskim kraljestvom se je nadaljevalo več kot stoletje.
Po uničenju sistema Tordesillas je Portugalski uspelo obdržati Diu, ne pa tudi Hormuza. Tudi Goa in Macau sta preživela, Malacca pa ne. Propad portugalskega indijanskega imperija ni bil ozemeljski, ampak ekonomski. Odločala je konkurenca drugih evropskih sil, katerih demografija je bila številčnejša, in kjer je bil dostop do kapitala lažji. Lizbonski distribucijski monopol, ki je bil odvzet islamskemu svetu je tako propadel.
Vendar so bila Nizozemska osvajanja na račun Portugalcev skromna: nekaj indonezijskih posesti ter nekaj mest in trdnjav v južni Indiji. Najpomembnejši udarec za portugalski vzhodni imperij bi bila osvojitev Malake leta 1641 (ki jim je odvzela nadzor nad temi ožinami), Cejlona leta 1658 in Malabarske obale leta 1663, tudi po podpisu Haaške pogodbe leta 1661.

## Brazilija: Generalni guvernerat proti GWC
Presenečena nad tako lahkimi pridobitvami na vzhodu, se je republika hitro odločila izkoristiti šibkost Portugalske v Ameriki. Leta 1621 je bila ustanovljena nizozemska zahodnoindijska družba (Geoctroyeerde Westindische Compagnie ali GWC), da bi prevzela nadzor nad trgovino s sladkorjem in kolonizirala Ameriko (projekt Nova Nizozemska). GWC je imel koristi od velikih naložb v kapital, ki ga je gnalo navdušenje finančnikov republike. Vendar GWC ni bila tako uspešna kot njen vzhodni nasprotnik.
Nizozemska invazija se je začela leta 1624 z zavzetjem takratne prestolnice generalnega guvernerata Brazilije, mesta São Salvador da Bahia, vendar je bilo nizozemska osvojitev kratkotrajna. Že naslednje leto je združena špansko-portugalska flota 52 ladij in 12.000 mož hitro ponovno zavzela Salvador.
Leta 1630 so se Nizozemci vrnili in zavzeli Olindo in nato Recife, ki so ga preimenovali v Mauritsstadt, s čimer so ustanovili kolonijo Nova Nizozemska. Portugalski poveljnik Matias de Albuquerque se je umaknil s svojimi silami v notranjost, da bi ustanovil taborišče, imenovano Arraial do Bom Jesus .  Do leta 1635 Nizozemci zaradi portugalskih gverilskih napadov niso mogli pobirati sladkorja in so bili tako rekoč omejeni na obzidano območje mest. Sčasoma so Nizozemci s pomočjo lokalnega veleposestnika po imenu Domingos Fernandes Calabar izgnali Portugalce, toda ob umiku v Bahio je Matias de Albuquerque ujel Calabarja v Porto Calvu in ga dal obesiti zaradi izdaje. 
Portugalci so leta 1638 zavrnili dva nizozemska napada na Bahio. Kljub temu so do leta 1641 Nizozemci zavzeli São Luís, s čimer so imeli nadzor nad severozahodno Brazilijo med Maranhaom in Sergipejem na jugu 

### Vstaja v Pernambuku
Ivan Mavricij Nassauski je bil leta 1644 odpoklican z mesta guvernerja Nove Nizozemske zaradi prevelikih izdatkov in pod sumom korupcije. Medsebojna sovražnost med katoliškimi Portugalci in protestantskimi Nizozemci ter ostri ukrepi za izterjavo od zadolženih lastnikov zemljišč, katerih posestva so bila opustošena v vojni, so povzročili, da so portugalski naseljenci začeli upirati avtoriteti nove nizozemske uprave.
Leta 1645 se je večina nizozemske Brazilije uprla pod vodstvom mulatskega veleposestnika João Fernandesa Vieire, ki se je razglasil za lojalnega portugalski kroni. Sile GWC so bile poražene v bitki pri Tabocasu. Nizozemci so ostali omejeni na utrjena urbana območja obalnih mest, ki so jih branili kontingenti nemških in flamskih plačancev. Tega leta so Nizozemci zapustili São Luís. Druga bitka pri Guararapesu leta 1649 je zaznamovala začetek konca nizozemske okupacije portugalske Brazilije do njihovega dokončnega izgona iz Recifeja leta 1654.

## Zahodna Afrika in Angola
V istem času so Nizozemci izvajali vdore proti portugalskim posestim v Afriki, z namenom prevzeti nadzor nad atlantsko trgovino s sužnji in dokončali trikotno trgovino, ki bi zagotovila gospodarski razcvet Nove Nizozemske.
Leta 1626 so nizozemsko ekspedicijo, ki je zavzela Elmino, v zasedi skoraj uničili Portugalci. Vendar je leta 1637 Elmina padla v roke Nizozemcev. Leta 1641 (po podpisu premirja med Portugalsko in Nizozemsko) so Nizozemci zavzeli otok São Tomé in pred koncem leta 1642 pa tudi preostali del portugalske Zlate obale.
Avgusta 1641 so Nizozemci sklenili trojno zavezništvo s Kraljevino Kongo in kraljico Nzingo iz Ndonga ter z njuno pomočjo zavzeli Luando in Benguelo, ne da bi preprečili Portugalcem, da bi se umaknili v notranjost v trdnjave, kot so Massangano, Ambaca in Muxima . S stalnim virom sužnjev, ki je bil zdaj varen, so se Nizozemci vzdržali nadaljnjega ukrepanja, saj so domnevali, da bodo njihovi zavezniki uspeli odstraniti Portugalce. Ker pa niso imeli dovolj strelnega orožja in topništva, kraljica Nzinga in Kongo nista mogla premagati Portugalcev in njihovih zaveznikov Imbangala.

### Ponovno zavzetje Luande in São Toméja
Leta 1648 je portugalski guverner kapitanije Rio de Janeiro, Salvador Correia de Sá, organiziral vojaško ekspedicijo neposredno iz Brazilije, da bi ponovno zavzel Luando od Nizozemcev. Do te poteze je prišlo, ker Portugalci niso mogli poslati zadostnih okrepitev v svoje kolonije zaradi potekajoče  vojne za obnovitev na celinski Portugalski.
V začetku avgusta je ladjevje doseglo Luando, kjer je de Sá sporočil nizozemskemu garnizonu, da ker Nizozemci niso spoštovali pogojev premirja, tudi Portugalci ne čutijo obveznosti, da to storijo. Ker so bili Portugalci številčno premočni, je prišlo 15. avgusta do predaje Luande in vseh nizozemskih sil v Angoli. Ko je izvedela za padec Luande, se je kraljica Nzinga umaknila v Matambo. Nizozemci v São Toméju so otok zapustili in še istega leta so ga ponovno zavzeli Portugalci.

## Haaška pogodba
Nizozemci, odločeni, da si povrnejo Brazilijo, so odložili konec spopada. Zaradi prve anglo-nizozemske vojne Nizozemska republika ni mogla ustrezno podpreti GWC v Braziliji. Po koncu spopada z Angleži so Nizozemci maja 1654 od Porugalcev zahtevali vrnitev kolonije. Z vrnitvijo kolonije bi največ pridobila grofija Zelandija, toda Johan de Witt, veliki holandski  upravnik, je  dal prednost pridobitvi denarnega nadomestila. Dal je prednost močnejšim trgovskim vezem s Portugalci. Za odškodnino Zelandiji in ohranitev obraza je od Portugalske zahteval osem milijonov guldnov. Portugalci pa niso hoteli vrniti kolonije ali plačati odškodnine. 
Po vojni proti Angležem je bila nizozemska flota izčrpana in ni bila sposobna izvajati večjih operacij, zato so Nizozemci namesto tega dovolili zasebne napade na Portugalce. Leta 1657 je bila nizozemska flota spet primerna za velike operacije in vojna se je nadaljevala.  Med letoma 1657 in 1661 so nizozemske flote poleg delovanja v drugi severni vojni redno križarile pred portugalsko obalo. Blokade portugalske obale so ohromile portugalsko pomorsko trgovino. V tem času pa je VOC končal z osvajanjem Cejlona in malabarske obale v Indiji.  
S Haaško pogodbo leta 1661 se je Portugalska strinjala, da bo Nizozemcem plačala osem milijonov guldnov in jim odstopila kolonije Cejlon (danes Šrilanka) in Moluške otoke (del današnje Indonezije). Nizozemska pa je s Haaško pogodbo Portugalskemu cesarstvu uradno prepustila Brazilijo.